# 香港電子競技
香港電子競技是指國際性的電子競技運動比賽項目及其相關產業，於2017年由財政司司長曾俊華及陳茂波準備及發表的《財政預算案》中，將電子競技定性為具香港經濟發展潛力的新領域。

## 發展歷史
香港電子競技可追溯至1980年代香港的遊戲機中心，具有競技性的街機遊戲吸引不同玩家投幣進行玩家對戰，電子遊戲發行商在香港舉辦格鬥遊戲競技及角色扮演(Cosplay)比賽，吸引大量的觀眾和參與者，被追認為香港電子競技相關產業的起源及先驅。
隨著互聯網普及，電玩遊戲競技透過網絡平台舉行而不受實體場地限制。千禧年後香港動漫電玩節舉辦，吸引眾多電腦遊戲和網絡遊戲廠商參展，當中包括不同規模和類型的電玩及角色扮演(Cosplay)比賽。
2012年，香港電子競技職業選手劉偉健（Toyz）代表臺灣隊伍台北暗殺星贏得《英雄聯盟》S2世界錦標賽的冠軍。從而引起了香港社會的廣泛關注和討論，包括視電子競技為一種正式的運動競技比賽項目，把電競作為職業的發展，以及電競所帶來的潛在商機等。
2017年8月，會計師事務所羅兵咸永道發表《電競：香港下一個經濟增長板塊》報告，該事務所的全球、中國內地及香港科技、媒體、電訊行業主管合伙人周偉然表示，香港是東西方交匯處，而且是國際都會，舉辦大型國際賽事的經驗豐富，亦沒有語言隔膜，有利發展大型電競比賽。
在2017年由財政司司長曾俊華及陳茂波準備及發表的《財政預算案》中，將電子競技定性為具經濟發展潛力的新領域，是香港政府首次明確表示要將電子競技作產業化。
在2017年12月數碼港向香港政府提交的《推動香港電競發展報告》中，提出了四個推廣電子競技的方法：振興電競活動、強化遊戲產業、培育電競人才以及使電競成為主流運動和建立正面形象。 （页面存档备份，存于），並籌備數碼港電競場館。
2019年，數碼港電競館正式開幕，場地斥資5000萬，佔地4000平方呎，最多容量500人，是本港最大的電競專屬場地。場地主攻中型電競活動，亦會透過「電競行業支援計劃」，免費提應場地予各機構舉辦電競活動。
2019年，為與國際接軌，香港電競總會會長楊全盛向中國香港體育協會暨奧林匹克委員會申請成為正式成員，待申請成功後，可獲民政事務總署正式承認並正名為體育項目；其因由香港政府將電競定位為「創新科技」，與國際上電競獲認可為體育項目的定位有別。
2020年4月，據Speedtest.net 全球網速指數，香港固網跟隨新加坡，列全球第二，達176.7Mps，香港有發展成亞洲電競中心的重要條件。
2021年4月，香港中學文憑考試通識教育卷一必答題第三題列出了三份電競相關資料——引述全球電子競技總收入和觀眾人數的資料、立法會文件及電子競技專業人士的訪問，要求考生提出發展全球電子競技對社會帶來的潛在好處、及解釋香港發展電子競技產業的優勢及困難。
2021年5月，香港浸會大學公布民調結果，逾七成受訪者支持香港發展電競，近三成受訪者不知電子競技是第18屆印度尼西亞首都雅加達舉辦的亞洲運動會示範項目。。
2021年9月，教育局與香港大學專業進修學院合作推出兩年制的電競科技與管理（高中應用學習課程）證書課程，供中四、中五學生報讀，旨在培養學生對電子競技行業各種概念和技術的認識和理解，及幫助學生探索不斷發展的電子競技行業的就業機會，並為促進該行業的發展做好準備。首屆課程已有數十間中學參加，並由Nexten Academy教育團隊講授。電競科技與管理（高中應用學習）證書 （页面存档备份，存于）
2022年香港電影《飯戲攻心》，陳湛文飾演是一名電競手，劇中部份內容探討電競生態。
2023年，香港學界電競運動總會 Hong Kong Student Esports Federation （页面存档备份，存于）成立。

## 爭議
儘管香港的電子競技日趨蓬勃，但仍有各界的人士對電競在香港的前途存疑。他們的論點包括：
1. 香港政府對推廣電競的認識和決心不足，也缺少長遠的政策和方向。
2. 香港在電子競技的發展已經落後於中國內地和南韓等地，現今在發展是否能在競爭中脫穎而出令人懷疑。
3. 香港的電子競技配套不足。
4. 香港並沒有完整的訓練系統，短時間內難以在國際比賽上有競爭力。
5. 國際企業對香港的電競存疑，難以透過電子競技吸引企業投資。
6. 部分香港人對電子競技持負面態度(視為不務正業)，長遠可能影響香港所出產的電競選手數量和潛在觀眾的數量。
7. 電競選手缺乏退役後的保障，也較難像其他地方一樣轉型為教練或實況主，令潛在電競選手卻步。

### 香港電競選手因遊戲名稱含敏感字眼遭禁賽
2023年7月16日，亞洲電子體育聯合會在澳門舉辦「AESF亞運征途——DOTA 2」東亞賽區中國對香港的賽事，並在微博直播比賽。在這場五人對五人的賽事中，香港電競選手林奇隆以「Eazy.D.L.光復」用作遊戲名稱參賽，期間未見異樣或中止賽事。林奇隆及後遭到其他玩家投訴，亞洲電子體育聯合會遂處理投訴。7月17日凌晨，中國香港電競總會發表聲明，指林奇隆的遊戲名稱含敏感字眼，所以已被亞洲電子體育聯合會取消資格，以及禁止參與亞運征途。這份聲明強調，中國香港電競總會作為「AESF亞運征途——DOTA 2」的香港電競代表隊遴選單位，負責選拔出合資格的電競選手參賽，選手的個人言論及行為與中國香港電競總會無關，並稱尊重亞洲電子體育聯合會的所有決定，並對選手失去資格表示遺憾。事件引起網民熱烈討論，中國香港電競總會於同日晚上再發聲明，稱經過深入審議後，決定向林奇隆作出懲處，包括由即日起停賽三年（自2023年7月17日起至2026年7月16日），期間禁止林奇隆參加任何由中國香港電競總會遴選的電競代表隊參與的賽事，更保留追究林奇隆違反選手合約的權利。中國香港電競總會表示，停賽決定對林奇隆無疑是一項嚴厲的處罰，但認為這是必要措施，以維護整個賽事的公平性和遵守競賽道德，並強調始終堅守和支持公平競賽的原則，稱在國際賽事中，非競技因素和個人情緒應被排除在外，並期望每名選手能夠理解及遵守這項原則。中國香港電競總會提醒，作為電競運動員，即代表着中國香港電競的形象，希望能夠堅持奧林匹克運動會精神，保持競爭的純粹性。

## 大事記
- 2012年，劉偉健在英雄聯盟2012賽季世界大賽代表台北暗殺星獲得世界冠軍。
- 2013年，鍾培生創辦的香港電子競技有限公司正式成立 (簡稱HKE)，成立香港首支職業電競隊伍Hong Kong Esports（現名為「香港態度」）。
- 2013年，Cyber Games Arena Limited (簡稱CGA) 正式成立，成立香港職業電競隊伍 CGA LEGENDs，舉辦首個香港超過＄100,000 獎金的電競賽事 《Cyber Games Arena Hong Kong Tournament 2013》
- 2013年6月30日，CGA LEGENDs 勝出LOL Season 3港澳區預選賽並代表香港出戰 LOL Season 3 台港澳資格賽，但不敵台灣隊伍無緣晉身世界賽。
- 2013年7月4日，HKE製作第一部有關電競的微電影《完美人生》。
- 2013年8月31日，第一屆香港電子競技總決賽於九龍灣國際展貿中心舉行，賽事包括《星海爭霸II》、《英雄聯盟》、《終極街頭霸王IV》、《CS:GO》、《FIFA13》。[12]
- 2013年10月，開始舉辦HKEsports帝王盃，賽事主要包括《英雄聯盟》、《星海爭霸II》兩個電子競技項目。
- 2013年11月1日，CGA 舉辦 CGA Major League Winter Series 2013。
- 2013年11月30日，香港職業電競隊伍 CGA LEGENDs 勝出 Intel Extreme Master VIII 新加坡站英雄聯盟賽事Amateur Tournament。
- 2013年12月4日，CGA 協辦 ESL Call of Duty: Ghost 香港區預選賽。
- 2014年6月21日，舉辦香港爐邊聚會（爐石戰記粉絲大聚會）。
- 2014年7月19日，舉辦暴雪嘉年華BlizzCon《爐石戰記》比賽的香港區預選賽。
- 2014年7月27日，舉辦《Capcom Pro Tour - Ultra Street Fighter》賽事。
- 2014年8月1日，HKE製作第二部有關電競的微電影《夢想人生》。
- 2014年8月5日，舉行Facebook粉絲專頁十萬讚好致謝大獎賞贈禮活動。
- 2014年8月30至31日，第二屆香港電子競技總決賽於九龍灣國際展貿中心舉行，賽事包括《英雄聯盟》、《爐石戰記》、《星海爭霸II》以及《終極街頭霸王IV》。[13]
- 2014年8月30至31日，舉辦第一屆香港電子競技大專盃，賽事包括《英雄聯盟》、《星海爭霸II》及《爐石戰記》。
- 2014年9月30日，贊助DJ Revolution Festival 2014 - Alesso Live In Hong Kong。
- 2014年10月9日，HKE決定將旗下《英雄聯盟》戰隊重組，並以重金引聘多名知名選手，職業戰隊 HKES因而正式成立，成員包括有Toyz、Stanley、Dinter、GodJJ、Awei及Yezi。
- 2014年10月17日，HKE舉辦香港電子競技資格賽冬季賽（Hong Kong E-Sports Challenge），賽事包括《英雄聯盟》、《爐石戰記》以及《終極街頭霸王IV》三個電子競技項目。[14]
- 2014年10年24日，《爐石戰記》選手們強力加盟「Hong Kong Attitude」，成員包括有Sen、Shy、Flybird、Dennis、Neo、Eason、Shadesea、Harry、鬼祟君。
- 2015年1月2日，《英雄聯盟》職業戰隊 HKES輔助Awei離隊，韓國輔助選手Olleh加盟頂替空缺位置。
- 2015年1月31日，韓國打野選手Smurph加盟《英雄聯盟》職業戰隊 HKES，Dinter轉為替補位置。
- 2015年2月10日，HKEsports增添《CS:GO》職業戰隊，成員包括有 Ming、hazy、master、ZKi和 Hertz。
- 2015年2月15日，舉辦第一屆《英雄聯盟》城大聯舍電競盃。
- 2015年2月27日，《英雄聯盟》職業戰隊 HKES 打野選手Smurph離隊，Dinter擔任正選打野位置。
- 2015年3月2日，舉辦香港電子競技資格賽夏季賽，賽事包括《英雄聯盟》、《爐石戰記》以及《終極街頭霸王IV》三個電子競技項目。
- 2015年3月15日，舉行HKEsports二週年暨20萬讚好互動式交流聚會。
- 2015年8月29日，舉辦第三屆香港電子競技總決賽，《英雄聯盟》、《爐石戰記》以及《終極街頭霸王IV》。
- 2016年8月21日，於亞洲國際博覽館舉辦LMS夏季總決賽，吸引超過3千名觀眾到場觀看。[15]。
- 2017年，香港態度傳說對決分部在GCS職業聯賽獲得季軍。
- 2017年9月，英皇電競及旗下戰隊G-Rex成立。
- 2017年9月，香港態度成為首支晉身英雄聯盟世界大賽的香港職業戰隊，止步20強。
- 2018年1月，華固建設「華固奧之松」管委會拒絕香港電子競技有限公司電競隊伍香港態度入住。
- 2018年8月，舉辦第二屆香港電競音樂節，當中8月24-25日為電競相關項目，賽事包括《英雄聯盟》、《絕地求生》和《CS：GO》。
- 2018年9月，G-Rex首次晉身英雄聯盟世界大賽，止步16強。
- 2019年1月，位於旺角麥花臣匯的亞洲最大綜合電競館 CGA eSports Stadium正式啟用，設六大主題專區。
- 2019年6月，於數碼港舉辦WESG 2019電競比賽。
- 2019年7月，數碼港電競館正式啟用，揭幕當日舉辦電競業界旗艦項目「數碼娛樂領袖論壇」(DELF)。
- 2019年10月，香港態度在GCS職業聯賽獲得冠軍。
- 2019年11月，香港態度在AIC國際錦標賽獲得季軍。
- 2020年2月，G-Rex宣佈解散。
- 2020年5月，香港戰隊Talon Esports奪得首屆英雄聯盟PCS聯賽冠軍。
- 2020年5月，Talon Esports擊敗越南戰隊Team Flash，取得Mid-Season Showdown 2020冠軍。
- 2020年6月，Talon Esports英雄聯盟分部獲法甲豪門巴黎聖日耳門足球隊冠名贊助，更名為PSG Talon。
- 2020年9月，PSG Talon晉身2020年度英雄聯盟世界大賽，止步16強。
- 2020年11月，醉愛鍾少（MR.CHUNG）在魔靈召喚Summoners War World Arena Championship 2020 (SWC2020)奪得世界冠軍。[16]
- 2021年1月，Nova eSports在絕地求生MPUBG Mobile Global Championship 2020(PMGC)獲得冠軍。[17]
- 2021年4月，PSG Talon第二次奪得英雄聯盟PCS聯賽冠軍。
- 2021年5月，PSG Talon代表PCS賽區出戰英雄聯盟季中邀請賽，獲得第4名。
- 2021年5月，葉文豪Hotdog29贏得「TOROS powered by Red Bull」《街頭霸王 5 冠軍版》比賽冠軍。[18]
- 2021年9月，PSG Talon第三次奪得英雄聯盟PCS聯賽冠軍。
- 2021年9月，PSG Talon連續第二年晉身英雄聯盟世界大賽，再度止步16強。
- 2021年10月，dtac Talon（Talon Esports 旗下泰國戰隊）贏得冬季《傳説對決》RPL聯賽冠軍。[19]
- 2021年10月，香港態度 Hong Kong Attitude 贏得夏季《傳説對決》GCS聯賽冠軍。[20]
- 2021年11月，香港態度宣布暫時退出《英雄聯盟》PCS 聯賽。[21]
- 2021年12月，香港態度 Hong Kong Attitude, dtac Talon 贏得2021「傳說對決國際錦標賽」第三和第四名。[22]
- 2022年1月，Nova eSports在絕地求生MPUBG Mobile Global Championship 2021(PMGC)蟬聯全球總冠軍。[23]
- 2022年4月，PSG Talon贏得2022春季英雄聯盟PCS聯賽冠軍。[24]
- 2022年6月，Red Bull Solo Q 英雄聯盟錦標賽賽果誕生，冠軍何曉峰將代表香港出戰世界總決賽。[25]
- 2022年7月，Nova eSports贏得首屆英雄联盟：激斗峡谷ICONS 世界大賽冠軍。[26]
- 2022年10月，Hyperlive 宣佈收購 Nova eSports 旗下國際業務。[27]
- 2022年12月，CGA 香港電競館宣佈將於2023年1月30日結業。[28]
- 2023年4月，香港戰隊PSG Talon與Frank Esports包辦2023春季PCS聯賽冠亞軍。[29]
- 2023年7月，香港 Dota2 （页面存档备份，存于） 電競運動員被判取消資格及停賽。[30]
- 2023年9月，PSG Talon 贏得2023夏季《英雄聯盟》PCS聯賽冠軍。[31]
- 2023年9月，香港電競隊《夢三國2》參賽選手陳卓傑、羅慶隆、葉浩林、葉煒林和袁柏林，杭州亞運負中國奪銀，獲香港歷來首面電競獎牌[32]
- 2023年10月，第19屆杭州亞運會電競港隊項目總結。[33]
- 2023年10月，香港態度 Hong Kong Attitude 第三度贏得夏季《傳説對決》GCS聯賽冠軍，為第一支隊伍達成此成就。[34]
- 2023年11月，街霸選手黃育祥贏得 Capcom Pro Tour （页面存档备份，存于） 2023 法國站冠軍。[35]
- 2024年2月，港電競足球隊因隊名出錯主動退賽。[36]
- 2024年2月，街霸選手趙展逸獲得英國 Guild Esports （页面存档备份，存于） 戰隊簽約贊助。[37]
- 2024年2月，Chris Wong 黃育祥奪得2023 Capcom Cup （页面存档备份，存于） X亞軍。[38]
- 2024年8月，港將鄭業楷勇奪 Pokémon_GO 世界賽冠軍。[39]

## 持份者

### 選手
《英雄聯盟》
- 劉偉健 (ID: Toyz) - 前S2《英雄聯盟》世界賽冠軍台北暗殺星中路選手，及後曾效力Hong Kong Esports。曾出任英皇娛樂旗下電競戰隊G-Rex教練，目前是YouTuber。
- 盧本偉 (ID: Whitezz) - 前S3《英雄聯盟》世界賽亞軍皇族中路選手，退役後為中國國內知名實況主。
- 王柏勤 (ID: Tabe)  - 前S3《英雄聯盟》世界賽亞軍皇族輔助兼隊長，退役後於多支戰隊擔任教練等要職，目前是LPL戰隊RNG教練。
- 范俊偉 (ID: Avoidless)
- 石偉豪 (ID: AmazingJ)
- 凌啟榮 (ID: Kaiwing) - 現役PSG Talon《英雄聯盟》輔助選手，曾兩次打進世界賽16強及獲得兩次PCS冠軍。
- 黃俊杰 (ID: Unified) - 現役PSG Talon《英雄聯盟》下路選手，曾兩次打進世界賽16強及獲得兩次PCS冠軍。
- 王嘉駿 (ID: MnM)  - 現役香港態度《英雄聯盟》下路選手。
- 胡晋軒 (ID: Epic)  - 前Wayi spider《英雄聯盟》打野選手。

《傳說對決》
- 余翰禮 (ID: 不用奧義真男人)
- 黃錦梁

《部落衝突：皇室戰爭》
- 何浩楠 (ID: Aaron)

《爐石戰記》
- 盧子健 (ID: kin0531)

《街頭霸王6》
- 葉文豪 (ID: HotDog29)
- Jonny Cheng (ID: Humanbomb)
- 黃育祥 (ID: ChrisWong)
- 趙展逸 (ID: Rainpro)

《魔靈召喚》
- 醉愛鍾少 (ID: MR. CHUNG)

《鬥陣特攻》
- 黃健朗 (ID: MangoJai) - 已退役，曾效力Hong Kong Attitude、Talon Esports等隊伍，連續兩年成為《鬥陣特攻世界盃》香港隊選手。

《星海爭霸II》
- 郭俊彥_香港 (ID: GogojOey)

1. Talon Esports (2018-01-18 — 2019-09-10 )
2. Team GP (2020-04-08 — 2020-10-08)
3. Juggernauts (2021-09-15- 現在 last update 26/10)

- 何文翰 (ID: Bistork)

### 隊伍
- PSG Talon -  經營隊伍：《英雄聯盟》、《傳說對決》(泰國)、《虹彩六號：圍攻行動》、《街頭霸王V》、《鬥陣特攻》等
- 香港態度 - 經營隊伍：《傳說對決》、《英雄聯盟》
- PS Esports Racing - 經營隊伍：《Gran Turismo 7》、《Assetto Corsa Competizione》、《iRacing》

### 商人及管理人員
- 鍾培生:香港電子競技有限公司創辦人兼執行長
- 楊全盛:中國香港電競總會創會會長

另參見
- 何猷君:澳門電子競技總會會長

### 賽事及活動營運
- Cyber Games Arena - 香港目前規模最大的電競賽事營運商，擁多年舉辦國際級賽事經驗，同時在旺角開設CGA香港電競館
- ER Esports （页面存档备份，存于） - 主力於賽車類遊戲，致力電競教育及舉辦電競賽事，如KOC‧EBA Greater Bay Area City Challenge, ER Esports SLAM DUNK Competition Hong Kong, Alisports WESG Hong Kong Esports Festival 2018 – Celebrity Race
- EZK Gaming （页面存档备份，存于） - 主力於CS:GO賽事
- Hax Kase - 主力於Rainbow 6及CS:GO等FPS遊戲賽事
- Nexten （页面存档备份，存于） - 主力舉辦不同小眾社群向遊戲賽事，同時為電競賽事數據開發及電競教育等業務
- Pentagon - 由著名街霸選手Humanbomb與教練Kim共同創辦，主力於格鬥遊戲
- Retro.HK （页面存档备份，存于） - 不時舉辦香港復古遊戲展覽，同時亦有舉辦街霸等格鬥遊戲賽事
- Talon-X - Talon Esports旗下的電競賽事及活動營運分部

### 社群
- TomorrowLAN （页面存档备份，存于） - 香港本地著名CS:GO玩家社群，擁有開發團隊及新聞報導
- 格竇 - 香港本地著名格鬥遊戲社群

### 媒體
- PS Esports （页面存档备份，存于） (company website)

## 另見
- 香港街機文化